# Kızılhisar, Banaz
Kızılhisar là một xã thuộc huyện Banaz, tỉnh Uşak, Thổ Nhĩ Kỳ. Dân số thời điểm năm 2010 là 1280 người.